# Broch de Midhowe
Le broch de Midhowe, anciennement appelé broch de Mid Howe, est une tour en pierres sèches construite vers la fin du Ier millénaire av. J.-C., au cours de l'âge du fer britannique. Le broch est situé au sud-ouest sur l'île de Rousay, dans l'archipel des Orcades, en Écosse,,,. Des habitations sont construites autour du broch dans la première moitié du Ier millénaire apr. J.-C..
L'ancienne tour écossaise, ainsi que les structures domestiques qui l'entoure, ont été excavées au début des années 1930. Le site de Midhowe a fait l'objet d'une opération de sauvetage dans les années 2000 ainsi que d'une campagne de fouilles durant les années 2010,.
Le broch de Midhowe et l'établissement qui l'entoure se trouvent sous la tutelle de l'État britannique depuis 1934 et bénéficient d'une protection au titre de Scheduled monument en 1994.

## Situation et toponymie

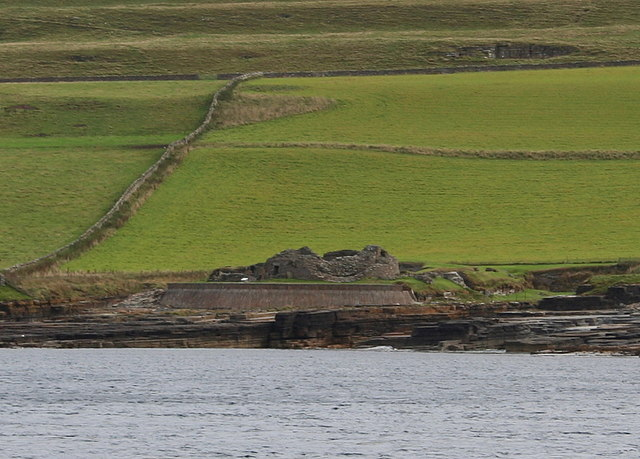
Les vestiges de Midhowe sur leur promontoire et la côte de l'île Rousay.

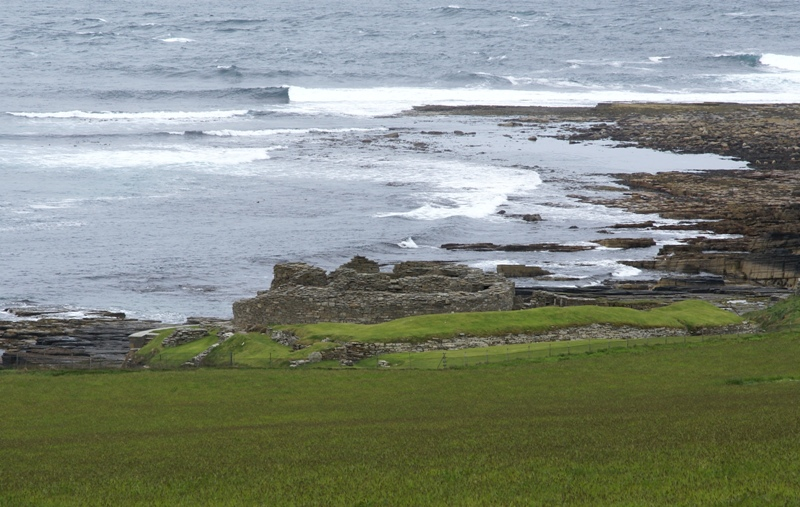
Les vestiges de Midhowe sur leur promontoire et la côte de Rousay vus de l'Est.

Les vestiges du broch trouvent leur emplacement quasiment au centre d'un promontoire rocheux situé sur le littoral sud-ouest de l'île Rousay. Le promontoire est encadré par deux geos (en) perpendiculaires à la côte. Le geo situé au sud, le Stenchna Geo, de 3 chaînes de long, s'élève à 15 pieds (environ 4,56 m) de hauteur et le second, le Geo of the Broch, situé au nord, est plus large mais relativement peu profond. Le plancher du broch s'élève à une hauteur de 28 pieds (environ 8,51 m) au-dessus du niveau de la mer.
Le contexte topographique du site de Midhowe, associé à un système de fossés et un épais rempart constitué de blocs de pierre, lui confère un caractère défensif,.
Le site du broch de Midhowe fait face au détroit d'Eynhallow (en) et se trouve à proximité de deux autres brochs également établis sur la côte ouest de Rousay : celui de South Howe, situé à 200 yards au sud-est, et celui de North Howe, situé à 300 yards au nord-ouest,,,. Le broch est également distant de 100 yards en axe nord/nord-ouest du cairn dolménique de Midhowe.
Le suffixe "-howe" du toponyme Midhowe est issu du terme vieux norrois haugr signifiant "monticule", "tumulus", ou encore "cairn",,,,.

## Historique

### Construction et occupation du site
Aucun élément matériel permet de dater avec précision la construction puis l'occupation du broch de Midhowe. Toutefois, pour l'Historic Scotland, le bâtiment écossais aurait probablement été édifié et occupé entre 200 av. J.-C. et 100 av. J.-C.
Entre les Ier – IIe siècle et 550 apr. J.-C. (âge du fer moyen III), le broch est séparé en deux moitiés. Un deuxième mur intérieur est bâti et un foyer est aménagé dans la cour centrale,. Ultérieurement, ce foyer, formé de trois blocs de pierre, est lui-même subdivisé en deux parties, chacune comportant un âtre. Au cours de la même période, un village, dont les bâtiments sont conçus en pierre, est construit autour de la tour écossaise. Cet établissement aurait fait l'objet d'au moins deux phases d'occupation distinctes.
Des objets de facture romaine — notamment des céramiques — mis en évidence dans les vestiges du broch, pourraient indiquer un « contact » voire des échanges commerciaux entre les occupants de Midhowe et des populations établies plus au sud.

### Fouilles et découvertes
En 1879, le site, mentionné sous le nom de Mid Howe, est cartographié par l'Ordnance Survey,.

#### Campagne de fouilles des années 1930
En juillet 1929, alors qu'il entreprend un chantier de fouilles sur un site archéologique médiéval sur l'île de Rousay, Walter Gordon Grant est contacté par James Richardson, du Bureau des Travaux. Richardson propose à Grant de fouiller le broch de Midhowe. La campagne de fouilles de Midhowe débute l'année suivante, durant l'été 1930. Grant, propriétaire de la société éponyme de distillation et distribution de Scotch whisky, finance la campagne de fouilles,. Il dirige également les travaux et est assisté par John Graham Callander, directeur du National Museum of Antiquities of Scotland. Les opérations de déblaiement sont assurés par James K. Yorston. Jusqu'à la fin de la campagne d'excavation du site de Midhowe, en novembre 1933, entre 1 500 et 2 000 tonnes de déblais (blocs de pierres et débris) sont dégagés.
Avant les travaux d'excavation des années 1930, le broch était recouvert par un monticule d'humus de 18 pieds de haut. Affleurents à la surface du monticule, des blocs de pierre, vestiges du broch de Midhowe, indiquèrent aux archéologues écossais la présence de l'ancienne tour.

## Architecture et description

### Broch

#### Vue d'ensemble

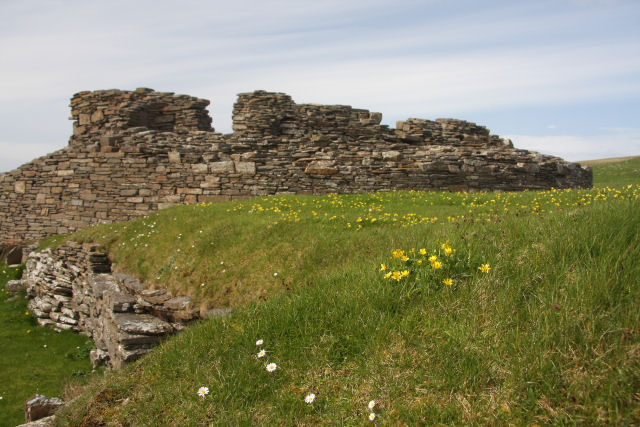
Vue d'ensemble.

Le broch de Midhowe se présente sous la forme d'une tour massive de forme quasiment circulaire,,,. La totalité de la partie sud du bâtiment est détruite ou a disparu. Les autres portions du broch sont partiellement ruinées et seuls les soubassements demeurent dans un bon état de conservation.
Le diamètre externe de l'édifice mesure environ 18 m — 18,12 m en axe nord-est/sud-ouest et 17,64 m en axe nord-ouest/sud-est — et son diamètre interne est d'environ 9,6 m — 9,78 m en axe nord-est/sud-ouest et 9,48 m en axe nord-ouest/sud-est —,,. Au niveau de leur base, les murs externe et interne ont une épaisseur totale d'environ 4,61 m dans la partie sud, tandis qu'elle est d'environ 3,65 m dans la partie nord/nord-est et d'environ 4,33 m à proximité de l'entrée. Les vestiges des structures murales du broch culminent à une hauteur maximale de 4,3 m. Le mur externe est arasé à une hauteur de 7 à 9 pieds au niveau de l'entrée du broch et jusqu'à 10 pieds au niveau des sections est et nord-est. L'alignement entre le mur externe, incliné, et les murs de cloisonnement séparant les structures internes s'élèvent à une hauteur de 3,34 m au-dessus du plancher de la cour centrale du broch. Cet alignement s'étend sur une longueur de 53,34 cm.
Le type architectural du broch de Midhowe est globalement analogue à celui de Gurness.

#### Entrée

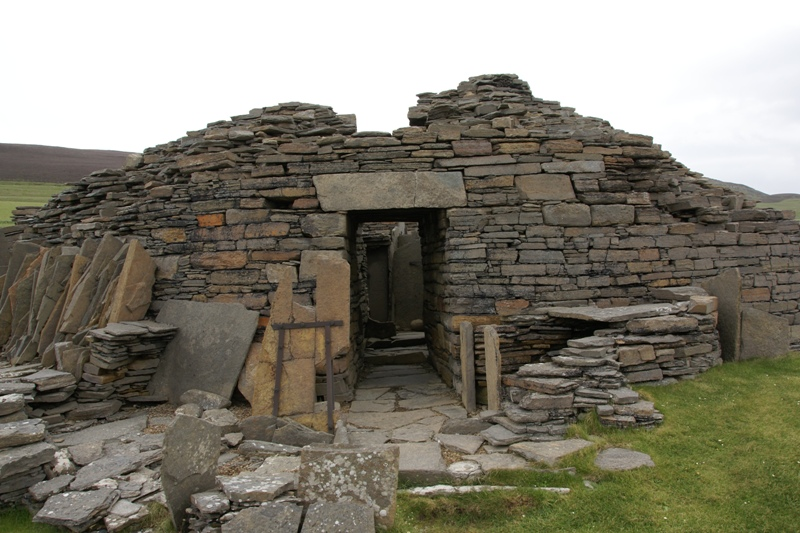
Entrée du broch vue de l'extérieur.

L'entrée du broch est orientée selon un axe ouest/nord-ouest,. La structure d'accès du broch est restée relativement bien conservée. L'entrée mesure 1,9 m de haut pour une largeur de 1,09 m au niveau du seuil et 0,96 m à son extrémité supérieure. Le passage d'accès vers l'intérieur du broch se déploie sur 2,58 m et 2,26 m de large à ses extrémités externe et interne pour s'étrécir à 0,91 m de large dans sa partie centrale. Le couloir d'entrée, qui s'étend sur une longueur totale de 4,33 m, présente un sol pavé et, à l'origine, un plafond entièrement constitué de linteaux,. Lors de l'excavation du broch, seuls les linteaux disposés aux deux extrémités du couloir d'accès subsistent.

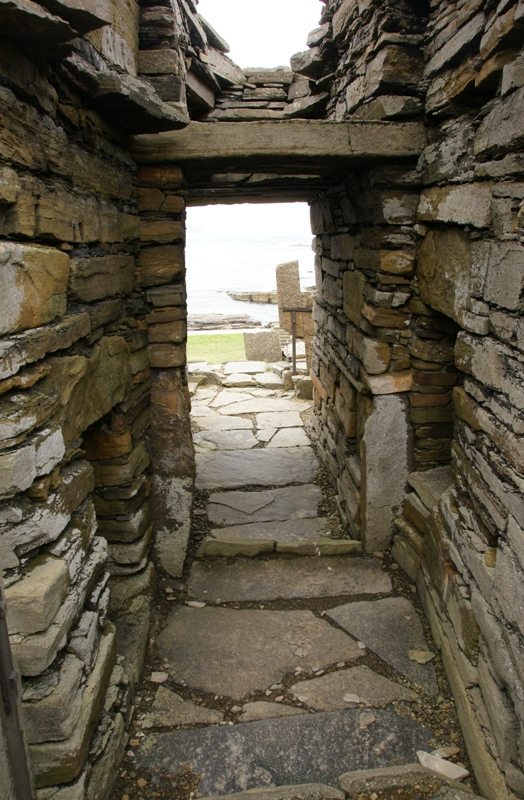
Couloir d'entrée, percé, de part et d'autre, des ouvertures donnant sur les deux cellules intra-muros.

À l'avant de l'encadrement de l'entrée, sont disposées deux rangées de pierres dressées à la verticale. Chaque rangée comporte trois pierres régulièrement espacées les unes des autres.

#### Cellules intra-muros
La cellule intra-muros « A » présente un plan en forme de quadrilatère irrégulier,. Elle est munie d'une voûte à encorbellement. Situé à 0,65 cm du sol et vers l'angle nord-ouest, un trou carré a été pratiqué dans la cellule intra-muros. La pièce est accessible via une ouverture aménagée dans le côté sud du vestibule du couloir d'entrée,. L'ouverture, creusée dans la partie basse du couloir d'entrée, est connectée à la pièce intra-muros A par un petit passage,.
La cellule intra-muros « B » est aménagée à du côté opposé à celle de la cellule A. Cette pièce possède également une voûte à encorbellement.

### Établissement externe

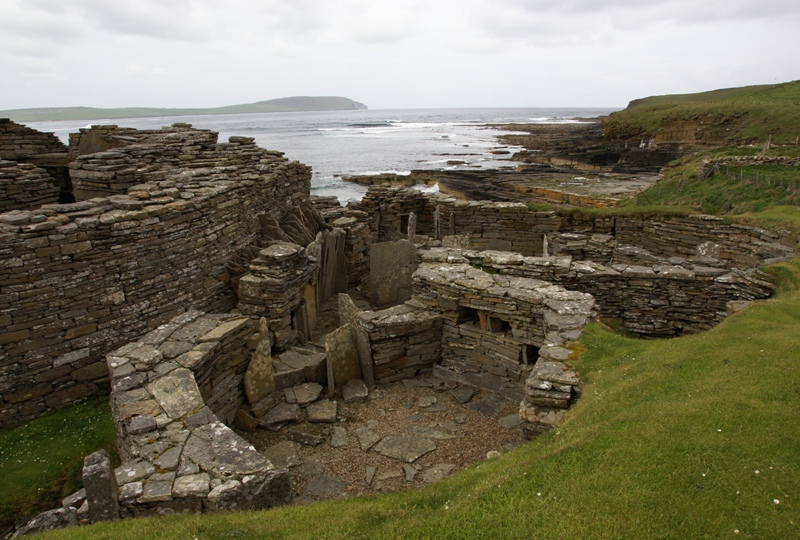
Vestiges du « village » entourant le broch.

Le plan spatial des habitations entourant le broch, identifiées comme étant un « village », est de type concentré (en) et radial,.

## Mobilier
Le mobilier mis en évidence dans le broch comprend une fibule de « type F » et une épingle en bronze munie d'une tête zoomorphique. Ces deux pièces sont datées de l'âge du fer britannique moyen III. L'instrumentum de Midhowe comporte également un vase lustré de 8,75 cm de haut retrouvé sous forme fragmentée et dont les dates d'utilisation sont estimées entre 200 av. J.-C. et 400 apr. J.-C..
L'établissement entourant le broch a délivré des pièces provenant de l'Empire romain dont des fragments de céramiques sigillées et des patères en bronze.

## Pour approfondir